# Cachar
Cachar (Bengalisch: কাছাড় Kāchāṛ [ˈkatʃʰaɽ], Assamesisch: কাছাৰ Kāchār [ˈkasar]) ist ein Distrikt im indischen Bundesstaat Assam. Verwaltungssitz ist Silchar, die zweitgrößte Stadt Assams.

## Geografie

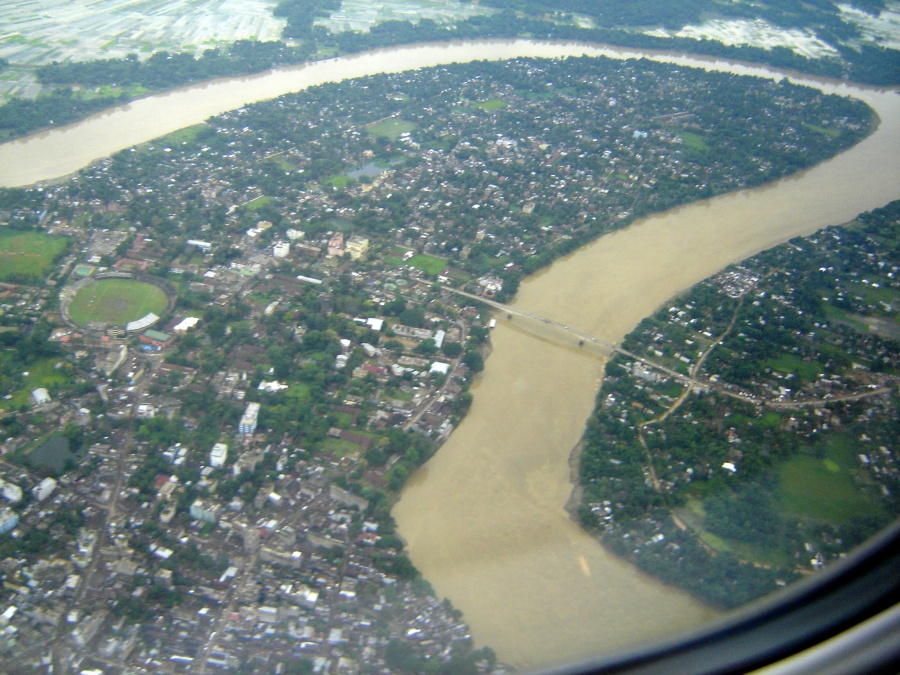
Luftbild von Silchar mit dem Barak-Fluss

Cachar liegt im Barak-Tal im Süden Assams. Der Distrikt grenzt im Nordwesten an den Bundesstaat Meghalaya (Distrikt Jaintia Hills), im Norden an den Distrikt Dima Hasao, im Osten an den Bundesstaat Manipur (Distrikte Tamenglong und Churachandpur), im Süden an den Bundesstaat Mizoram (Distrikte Aizawl und Kolazib) sowie im Südwesten an die Distrikte Halakandi und Karimganj. Im Westen liegt die Staatsgrenze zu Bangladesch.
Der Distrikt Cachar hat eine Fläche von 3.783 Quadratkilometern. Der größte Teil des Distriktsgebiets stellt sich als Flussebene dar, die vom Barak oder Surma, einem Nebenfluss des Meghna, durchflossen wird. Im Norden, Osten und Süden erheben sich Berge. Geografisch ist das Barak-Tal als Erweiterung der Flussebenen Ostbengalens (Bangladeschs) zu sehen, während es vom Rest Assams durch die Barail-Berge isoliert wird.

## Geschichte

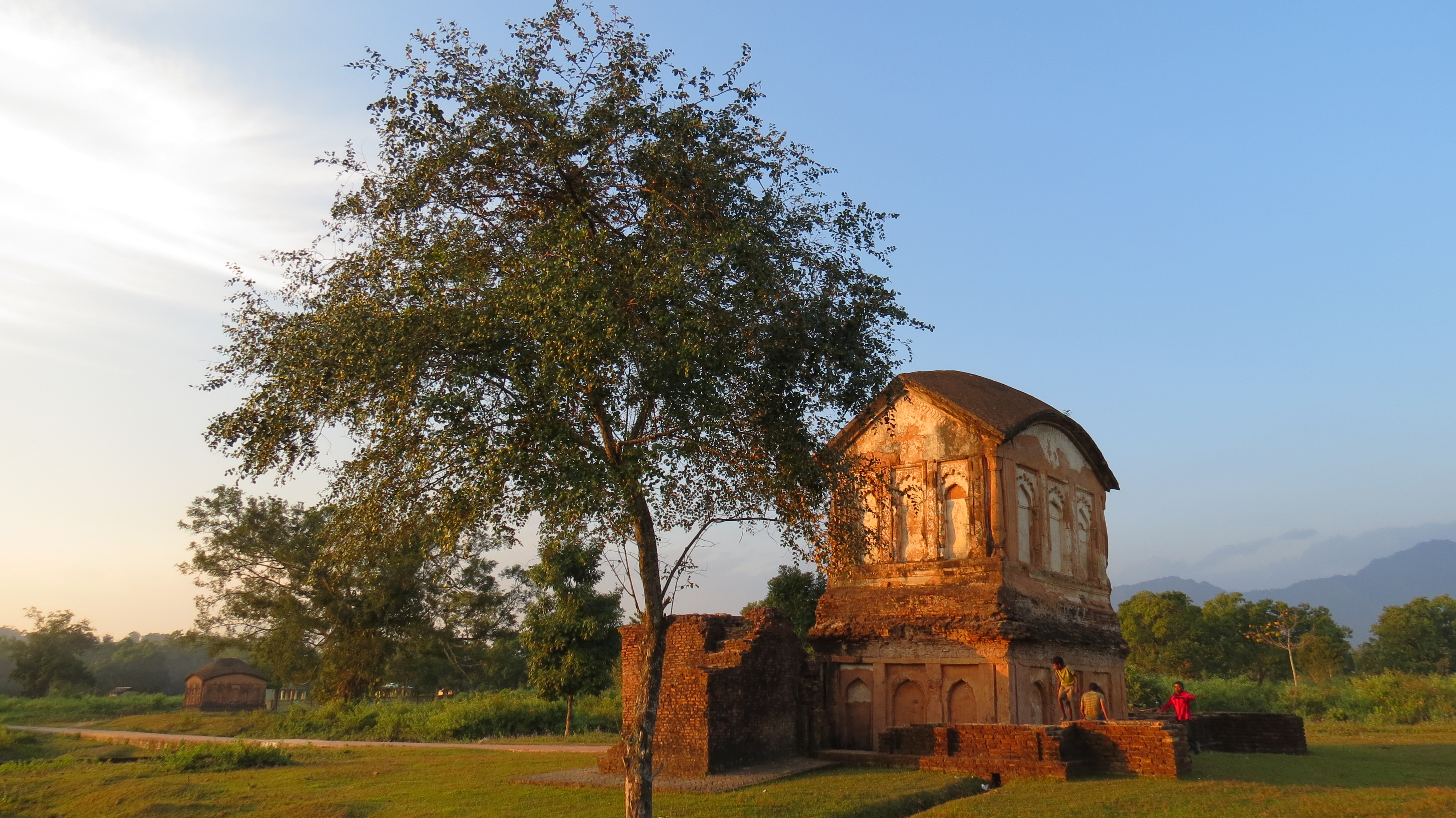
Ruinen aus der Zeit des Kachari-Königreichs in Khaspur

Cachar war in früheren Zeiten Teil des Kachari-Königreichs. Die Kachari-Rajas, die zur ethnische Gruppe der Dimasa gehörten, hatten ihre Hauptstadt ursprünglich weiter nördlich in Dimapur. Nachdem der Eroberung Dimapurs durch die Ahom zogen sich die Besiegten ihre Hauptstadt in das Gebirgsland nach Maibong im heutigen Distrikt Dima Hasao. 1706 wurde auch Maibong vom Ahom-Herrscher Rudra Singh eingenommen. Daraufhin überquerten die Kacharis die Barail-Berge und ließen sich in der Ebene um Khaspur nieder. 1790 bekannte sich die Herrscherfamilie zum Hinduismus. 1819 eroberte das westwärts expandierende Birma das Kachari-Königreich und zwangen dessen Herrscher Gobind Chandra zur Flucht. Nachdem die Briten, die mittlerweile über Bengalen herrschten, die Birmaner im Ersten Anglo-Birmanischen Krieg (1824–1826) besiegt hatten, setzten sie Gobinda Chandra wieder ein. Nachdem dieser 1830 ohne Erben gestorben war, fiel sein Herrschaftsgebiet 1832 gemäß der Doctrine of Lapse an die Briten. Der Nordteil des ehemaligen Königreiches stand unterdessen unter der Kontrolle eines Usurpators namens Tularam. 1854 wurde auch dieses Gebiet von den Briten annektiert.
Das neuerworbene Gebiet wurde als Distrikt Cachar in die Provinz Assam Britisch-Indiens eingegliedert. Mit der Unabhängigkeit Indiens 1947 wurde der Distrikt zu einem Teil des indischen Bundesstaates Assam. Dabei erhielt der Distrikt die östlichen Teile des Distrikts Sylhet, der im Zuge der Teilung Indiens zwischen Indien und Pakistan (Ostpakistan, heutiges Bangladesh) aufgeteilt wurde. 1951 entstand aus den hauptsächlich von Stammesvölkern besiedelten Berggebieten im Norden des Distrikts Cachar und Teilen der angrenzenden Distrikte Sivasagar, Nagaon und Khasi and Jaintia Hills der Distrikt United Mikir and North Cachar Hills. Dieser wurde 1970 in die Distrikte North Cachar Hills (heute Dima Hasao) und Mikir Hills (heute Karbi Anglong) geteilt. 1983 spaltete sich der Distrikt Karimganj als eigenständiger Distrikt von Cachar ab, 1989 folgte der Distrikt Hailakandi.

## Bevölkerung
Nach der Volkszählung 2011 hat der Distrikt Cachar 1.736.617 Einwohner. Bei 459 Einwohnern pro Quadratkilometer ist der Distrikt sehr dicht besiedelt. Der Distrikt ist dennoch überwiegend ländlich geprägt. Von den 1.736.617 Bewohnern wohnen 1.421.153 Personen (81,83 %) auf dem Land und 315.464 Menschen in städtischen Gemeinden.
Der Distrikt Cachar gehört zu den Gebieten Indiens, die nur gering von Angehörigen der „Stammesbevölkerung“ (scheduled tribes) besiedelt sind. Zu ihnen gehörten (2011) 17.569 Personen (1,01 Prozent der Distriktsbevölkerung). Es gibt 264.897 Dalits (scheduled castes; 15,25 Prozent der Distriktsbevölkerung) im Distrikt.
Die Bevölkerung besteht mehrheitlich aus Leuten, die im Distrikt geboren wurden. Von den Bewohnern sind 1.630.398 Personen (93,88 Prozent der Bewohner) im Distrikt geboren. Insgesamt 27.348 Personen wurden in anderen indischen Bundesstaaten geboren (darunter 8.214 Personen in Tripura, 5.101 Personen in Manipur, 3.236 Personen in Bihar, 2.823 Personen in Meghalaya und 2.390 Personen in Westbengalen). Von den 16.187 im Ausland geborenen Personen sind 14.849 aus Bangladesch.

### Bevölkerungsentwicklung
Wie überall in Indien wächst die Einwohnerzahl im Distrikt Cachar seit Jahrzehnten stark an. Die Zunahme betrug in den Jahren 2001–2011 20,2 Prozent (20,19 %). In diesen zehn Jahren nahm die Bevölkerung um rund 291.000 Menschen zu. Die Entwicklung verdeutlicht folgende Tabelle:

### Bedeutende Orte
Im Distrikt gibt es insgesamt 19 Orte, die als Städte gelten. Darunter sind 17 Orte, die nur statistisch gesehen als Städte (notified towns) gelten.

### Bevölkerung des Distrikts nach Geschlecht
Der Distrikt hatte – für Indien üblich – stets mehr männliche als weibliche Einwohner. Bei den jüngsten Bewohnern (256.774 Personen unter 7 Jahren) liegen die Anteile bei 131.417 Personen männlichen (51,18 Prozent) zu 125.357 Personen (48,82 Prozent) weiblichen Geschlechts.
| Verteilung der Bevölkerung nach Geschlecht im Distrikt Cachar |                   |                   |                   |                   |                   |                   |                   |                   |                   |                   |                   |                   |
|                                                               | Volkszählung 1961 | Volkszählung 1961 | Volkszählung 1971 | Volkszählung 1971 | Volkszählung 1981 | Volkszählung 1981 | Volkszählung 1991 | Volkszählung 1991 | Volkszählung 2001 | Volkszählung 2001 | Volkszählung 2011 | Volkszählung 2011 |
| Anzahl                                                        | Anteil            | Anzahl            | Anteil            | Anzahl            | Anteil            | Anzahl            | Anteil            | Anzahl            | Anteil            | Anzahl            | Anteil            |                   |
| GESAMT                                                        | 664.351           | 100 %             | 823.515           | 100 %             | –                 | -                 | 1.215.385         | 100 %             | 1.444.921         | 100 %             | 1.736.617         | 100 %             |
| Männer                                                        | 348.251           | 52,42 %           | 429.434           | 52,15 %           | –                 | −                 | 629.196           | 51,77 %           | 743.042           | 51,42 %           | 886.284           | 51,04 %           |
| Frauen                                                        | 316.100           | 47,58 %           | 394.081           | 47 85, %          | –                 | −                 | 586.189           | 48,23 %           | 701.879           | 48,58 %           | 850.333           | 48,96 %           |

### Volksgruppen
In Indien teilt man die Bevölkerung in die drei Kategorien general population, scheduled castes und scheduled tribes ein. Die scheduled castes (anerkannte Kasten) mit (2011) 264.897 Menschen (15,25 Prozent der Bevölkerung) werden heutzutage Dalit genannt (früher auch abschätzig Unberührbare betitelt). Die scheduled tribes sind die anerkannten Stammesgemeinschaften mit (2011) nur 17.569 Menschen (1,01 Prozent der Bevölkerung), die sich selber als Adivasi bezeichnen. Zu ihnen gehören in Assam 23 Volksgruppen. Mehr als 1000 Angehörige zählen die Dimasa (9758 Personen oder 0,56 % der Distriktsbevölkerung) und Barmans in Cachar (4899 Personen oder 0,28 % der Distriktsbevölkerung). Die Anteile der scheduled tribes sind in allen Subdivisionen sehr tief. Die Höchstzahl erreichen sie im Subdistrikt Lakhipur, wo 8056 Adivasi (2,76 % der dortigen Bevölkerung oder 46 % aller Adivasi im Distrikt) leben.

### Bevölkerung des Distrikts nach Sprachen
Durch seine Lage weist das Barak-Tal, zu dem der Distrikt Cachar gehört, kulturell starke Affinitäten zu Bengalen auf. So ist die Hauptsprache das Bengalische. Auf Distriktebene besitzt es in Karimganj wie auch in den beiden anderen Distrikten des Barak-Tals neben dem Assamesischen, der Amtssprache Assams, einen offiziellen Status.
Mit Hindi und Manipuri gibt es zwei weitere Sprachen, die von jeweils mehr als 100.000 Menschen gesprochen werden. Weitere sechs Sprachen werden von jeweils mehr als 10.000 Personen als Hauptsprache angegeben. Bengali dominiert klar in den Zillas Katigora und Sonai. Eine deutliche Mehrheit hat Bengali auch in den Zillas Silchar (mit 77,68 Prozent der Bevölkerung) und Udarbond (mit 64,50 Prozent der Bevölkerung). Im Zilla Lakhipur (mit 49,34 Prozent der Bevölkerung) ist sie stärkste Sprache.
Der Zilla Lakhipur ist sprachlich stark gemischt. Neben Bengali sind dort Manipuri (mit 21,62 Prozent der Bevölkerung), Hindi (mit 10,85 Prozent der Bevölkerung) sowie Dimasa und Hmar weit verbreitet. Im Zilla Udarbond gibt es viele Sprecher von Hindi (mit 13,94 Prozent der Bevölkerung) und Bhojpuri (mit 8,85 Prozent der Bevölkerung). Und im Zilla Silchar sind Hindi (mit 10,67 Prozent der Bevölkerung), Bhojpuri (mit 3,35 Prozent der Bevölkerung), Manipuri (mit 3,12 Prozent der Bevölkerung) und Bishnupria Manipuri (mit 1,75 Prozent der Bevölkerung) die bedeutendsten Minderheitensprachen. Die meistgesprochenen Sprachen zeigt die folgende Tabelle:
| Jahr                                   | Bengali   | Bengali | Hindi   | Hindi | Manipuri | Manipuri | Bhojpuri | Bhojpuri | Bishnupria Manipuri | Bishnupria Manipuri | Dimasa | Dimasa | Hmar   | Hmar | Khasi  | Khasi | Odia   | Odia | Gesamt    | Gesamt   |
| Jahr                                   | Zahl      | %       | Zahl    | %     | Zahl     | %        | Zahl     | %        | Zahl                | %                   | Zahl   | %      | Zahl   | %    | Zahl   | %     | Zahl   | %    | Zahl      | %        |
| -------------------------------------- | --------- | ------- | ------- | ----- | -------- | -------- | -------- | -------- | ------------------- | ------------------- | ------ | ------ | ------ | ---- | ------ | ----- | ------ | ---- | --------- | -------- |
| 2011                                   | 1.304.566 | 75,12   | 147.367 | 8,49  | 105.254  | 6,06     | 57.700   | 3,32     | 22.021              | 1,27                | 19.482 | 1,12   | 12.092 | 0,70 | 12.086 | 0,70  | 10.439 | 0,60 | 1.736.617 | 100,00 % |
| Quelle: Ergebnis der Volkszählung 2011 |           |         |         |       |          |          |          |          |                     |                     |        |        |        |      |        |       |        |      |           |          |

### Bevölkerung des Distrikts nach Bekenntnissen
Heute ist eine Mehrheit der Bevölkerung hinduistisch. Die Hindus sind in drei der fünf Zillas – Lakhipur, Silchar und Udarbond – in der Mehrheit. In den beiden anderen Zillas sind sie eine starke Minderheit. In den Zillas Katigora (mit 53,55 Prozent der Bevölkerung) und Sonai (mit 56,92 Prozent der Bevölkerung) überwiegen die Muslime. Es gibt eine bedeutende christliche Minderheit im Zilla Lakhipur (17.137 Personen; 5,87 Prozent der Bevölkerung). Die Hmar und Khasi sind klar mehrheitlich Christen. Daneben gibt es christliche Zugewanderte aus anderen Regionen Indiens. Die genaue religiöse Zusammensetzung der Bevölkerung zeigt folgende Tabelle:
| Jahr                                   | Buddhisten | Buddhisten | Christen | Christen | Hindus    | Hindus | Jainas | Jainas | Muslime | Muslime | Sikhs | Sikhs | Andere | Andere | keine Angaben | keine Angaben | Gesamt    | Gesamt   |
| Jahr                                   | Zahl       | %          | Zahl     | %        | Zahl      | %      | Zahl   | %      | Zahl    | %       | Zahl  | %     | Zahl   | %      | Zahl          | %             | Zahl      | %        |
| -------------------------------------- | ---------- | ---------- | -------- | -------- | --------- | ------ | ------ | ------ | ------- | ------- | ----- | ----- | ------ | ------ | ------------- | ------------- | --------- | -------- |
| 2011                                   | 341        | 0,02       | 37.635   | 2,17     | 1.038.985 | 59,83  | 1.673  | 0,10   | 654.816 | 37,71   | 280   | 0,02  | 98     | 0,01   | 2.789         | 0,16          | 1.736.617 | 100,00 % |
| Quelle: Ergebnis der Volkszählung 2011 |            |            |          |          |           |        |        |        |         |         |       |       |        |        |               |               |           |          |

## Bildung
Dank bedeutender Anstrengungen ist die Alphabetisierung in den letzten Jahrzehnten stark gestiegen. Im städtischen Bereich können fast 89 Prozent lesen und schreiben. Auf dem Land können dagegen nur rund 77 Prozent. Typisch für indische Verhältnisse sind die starken Unterschiede zwischen den Geschlechtern und der Stadt-/Landbevölkerung.
| Alphabetisierung im Distrikt Cachar    |                   |                   |
| Einheit                                | Volkszählung 2011 | Volkszählung 2011 |
| Einheit                                | Anzahl            | Anteil            |
| GESAMT                                 | 1.174.128         | 79,34 %           |
| Männer                                 | 639.946           | 84,78 %           |
| Frauen                                 | 534.182           | 73,68 %           |
| STADT GESAMT                           | 250.392           | 88,99 %           |
| Stadt-Männer                           | 130.325           | 91,95 %           |
| Stadt-Frauen                           | 120.067           | 85,99 %           |
| LAND GESAMT                            | 923.736           | 77,08 %           |
| Land-Männer                            | 509.621           | 83,12 %           |
| Land-Frauen                            | 414.115           | 70,75 %           |
| Quelle: Ergebnis der Volkszählung 2011 |                   |                   |

## Verwaltungsgliederung
Der Distrikt war bei der letzten Volkszählung 2011 in fünf Zillas (Kreise) aufgeteilt.
| Bevölkerung in den Zillas |          |          |          |          |         |         |         |         |          |          |
|                           | Katigora | Katigora | Lakhipur | Lakhipur | Silchar | Silchar | Sonai   | Sonai   | Udarbond | Udarbond |
| Anzahl                    | Anteil   | Anzahl   | Anteil   | Anzahl   | Anteil  | Anzahl  | Anteil  | Anzahl  | Anteil   |          |
| GESAMT                    | 291.875  | 100 %    | 291.872  | 100 %    | 704.465 | 100 %   | 324.315 | 100 %   | 124.090  | 100 %    |
| Männer                    | 150.246  | 51,48 %  | 148.023  | 50,72 %  | 359.728 | 51,06 % | 164.471 | 50,71 % | 63.816   | 51,43 %  |
| Frauen                    | 141.629  | 48,52 %  | 143.849  | 49,28 %  | 344.737 | 48,94 % | 159.844 | 49,29 % | 60.274   | 48,57 %  |
| Stadt                     | 11.869   | 4,07 %   | 10.277   | 3,52 %   | 284.267 | 40,35 % | 0       | 0 %     | 9.015    | 7,26 %   |
| Land                      | 280.006  | 95,93 %  | 281.595  | 96,48 %  | 420.198 | 59,65 % | 324.315 | 100 %   | 115.039  | 92,74 %  |

## Verkehr
Im Distrikt gibt es mehrere bedeutende Bahnlinien. Von Silchar aus die Bahnlinie nach Imphal in Manipur, die Bahnlinie nach Hailakandi und Mizoram, die Bahnlinie nach Karimganj und als wichtigste Bahnlinie die Strecke nach Nordassam und über Dizpur ins restliche Indien. Der Bahnverkehr ist im überregionalen Verkehr bedeutend. Die wichtigsten überregionalen Straßenverbindungen sind der National Highway 44, der National Highway 53 und der National Highway 54. Der Busverkehr (auch mit Kleinbussen und Sammeltaxis) ist das wichtigste Verkehrsmittel im lokalen und regionalen Verkehr.

## Wirtschaft
Die Landwirtschaft spielt eine wichtige Rolle. Hauptanbauprodukt ist Reis. Daneben werden Kartoffeln, Zuckerrohr, Raps und Senfkorn angebaut. Beim Gemüseanbau dominieren Kohl, Tomaten, Aubergine, Blumenkohl, Okra und Papaya. Unter den Früchten sind Bananen, Ananas, Jackfrucht, Zitronen, Mangos und Guaven die meist angebauten Sorten.
Daneben spielt die Tierhaltung eine bedeutende Rolle. Rinder und Ziegen sind die meistgehaltenen Haustiere. Zudem halten die Bauern Schafe, Pferde, Schweine, Hühner und Enten.
Nebst der Landwirtschaft sind auch Forstwirtschaft, Fischerei und Teeanbau von erheblicher Bedeutung. Es gibt nur wenige Industriebetriebe. Kleinere Betriebe verarbeiten Baumwolle und Textilien. In der Heimarbeit dominieren Weberei und Töpferei und im Handwerk sind Schmiede, Goldschmiede und Silberschmiede die häufigsten Berufe.
Die insgesamt 608.062 Beschäftigten gliedern sich in 471.259 Hauptbeschäftigte/Vollzeitarbeitende und 136.803 Gelegenheitsarbeitende/geringfügig Beschäftigte auf. Beruflich sind 120.356 Personen oder 19,79 % Bauern und Bäuerinnen, 68.664 Personen oder 11,29 % Angestellte in der Landwirtschaft (Knechte, Mägde, Wanderarbeiter und Wanderarbeiterinnen), 24.466 Personen oder 4,02 % in Heimarbeit/im lokalen Kleingewerbe und 394.576 Personen oder 64,89 % in anderen Berufen tätig (Gewerbe, Handel, Dienstleistungsberufe, Industriebeschäftigte, Haushaltsangestellte etc.).
Von den Erwerbstätigen sind 469.752 Männer und 138.310 Frauen. Nur 75.578 Frauen oder 8,89 % der weiblichen Bevölkerung arbeiten als Hauptbeschäftigte/Vollzeitarbeitende. Unter den Hauptbeschäftigten/Vollzeitarbeitenden sind 395.681 Personen oder 83,96 % männlich.